# أستراليا المفتوحة 2011
هنا قائمة لأبطال أستراليا المفتوحة لسنة 2011:

## الأبطال

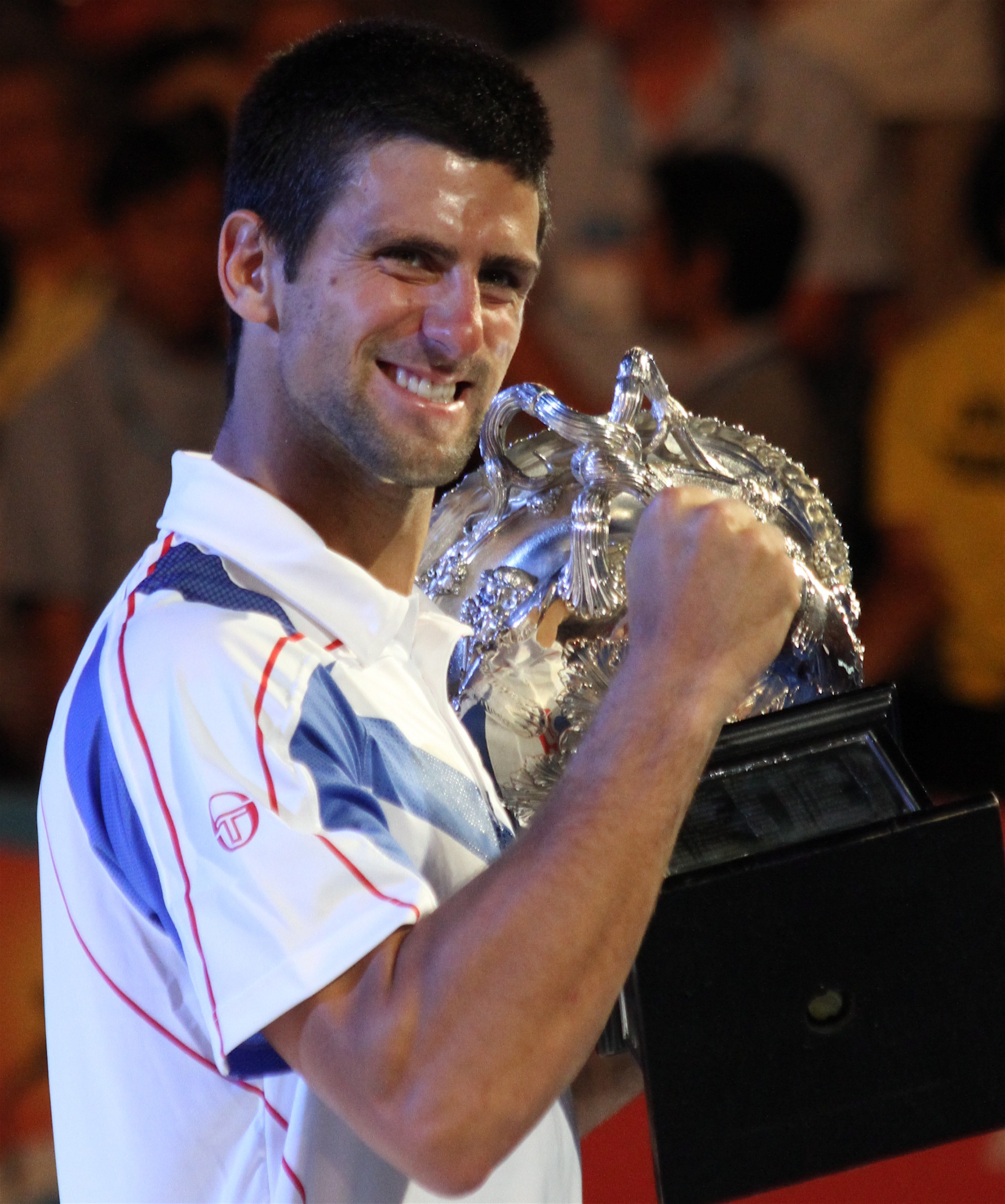
نوفاك دجوكوفيتش بطل فردي الرجال في هذه النسخة.

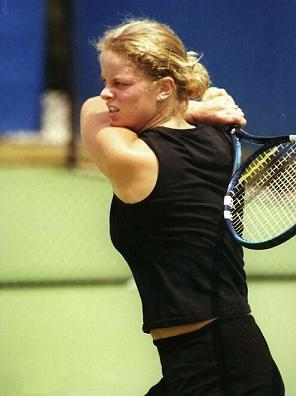
كيم كلايسترز بطلة فردي السيدات.

### فردي رجال
نوفاك دجوكوفيتش هزم.  أندي موراي, 6–4, 6–2, 6–3.

### فردي سيدات
كيم كلايسترز هزمت.  نا لي, 3–6, 6–3, 6–3.

### زوجي رجال
بوب براين /  مايك براين هزما.  ماهيش بوباتي /  ليندر بايس, 6–3, 6–4.

### زوجي سيدات
جيسلا دولغو /  فلافيا بينيتا هزمتا.  فيكتوريا أزارينكا /  ماريا كيرلينكو, 2–6, 7–5, 6–1.

### زوجي مختلط
كريستينا سيربوتنيك /  دانييل نيستور هزما.
 شان يانغ جان /  باول هانلي, 6–3, 3–6, [10–7].